# 陳桱

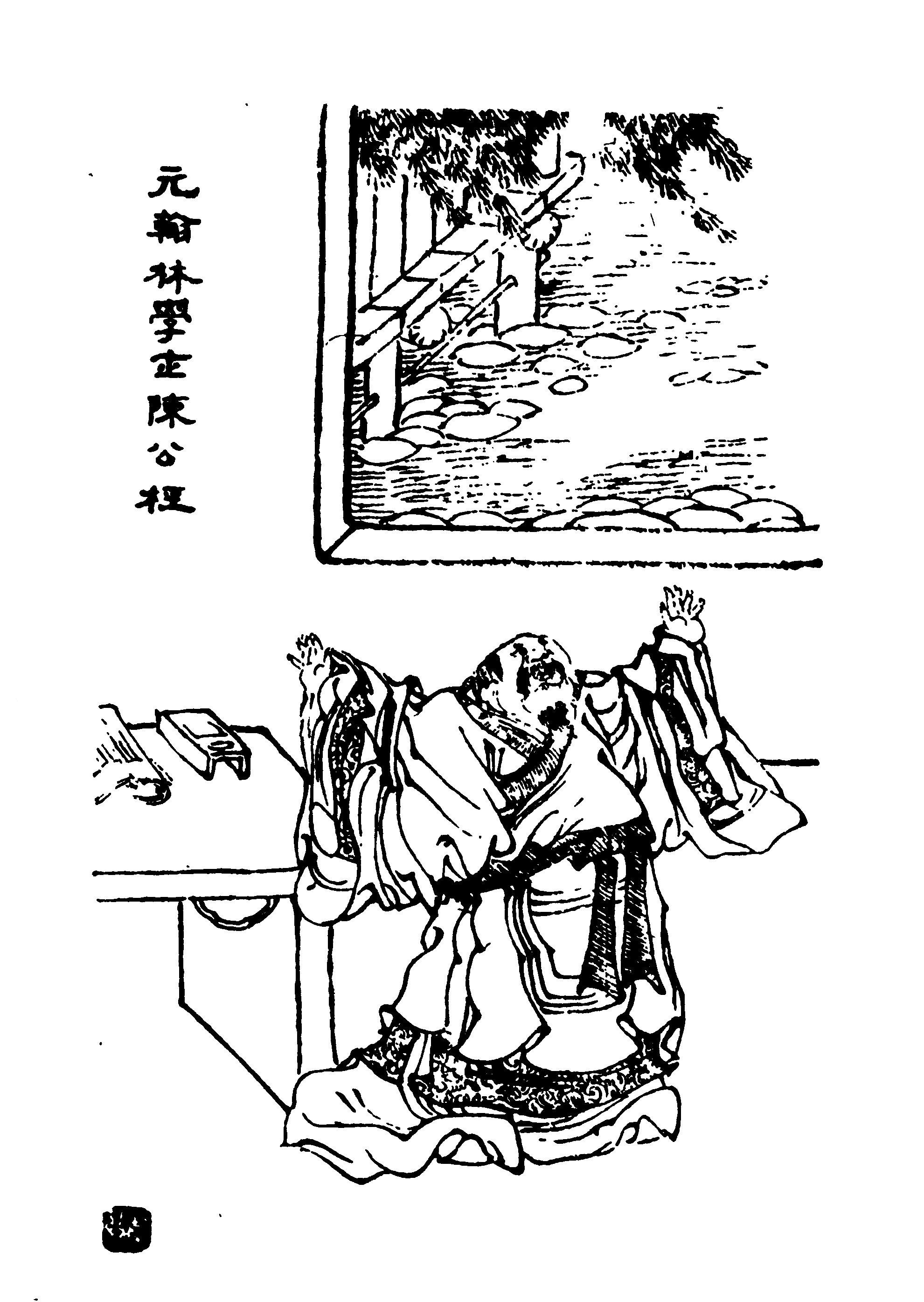
元翰林學士陳公桱（清代畫家虞琴所繪，出自《四明人鑑》）

陈桱（?—?），字子经，浙江四明（今属浙江宁波余姚）人。明朝初年政治人物。
曾祖父陈德刚，南宋工部尚书。祖父陈著与文天祥同榜进士，官太学博士，上书论贾似道奸佞，出判临安府。父陈泌，曾擔任校官。
陳桱在元朝末年流寓長洲，曾事张士诚为编修。明初曾擔任翰林院编修，依附楊憲，迁待制，楊憲倒台後，不久“以非罪死”。著有《通鑑續編》。另著有《宋鉴纲目》二十四卷、《通鉴前编举要新书》二卷、《资治通鉴纲目前编外记》一卷等《通鑑》相關著作，可惜皆佚。

## 延伸閱讀
[在维基数据编辑]
 《四明人鑑·元翰林學士陳公桱》，出自《四明人鑑》